# Emanuel Vogt (Komponist)
Emanuel Vogt (* 17. März 1925 in Schwabach; † 9. April 2007 in Windsbach) war ein deutscher Kirchenmusikdirektor, Komponist sowie Stadt- und Bezirkskantor.

## Leben und Wirken
Emanuel Vogts musikalisches Talent wurde früh erkannt, danach begann er eine Ausbildung bei Oskar Stollberg in Schwabach bei Nürnberg. Ab 1941/1942 nahm er musikalische Studien in Berlin auf: Tonsatz bei Ernst Pepping, Chorleitung bei Gottfried Grote und Orgel bei Herbert Schulze. 
Nach seiner musikalischen Ausbildung übernahm er zunächst eine Stelle als nebenamtlicher Organist und Chorleiter in Thurnau. Er setzte sein Orgelstudium an der Kirchenmusikschule in Bayreuth fort und wechselte 1956 als Kantor und Organist nach Forchheim. 1961 wurde er in das Amt eines Stadt- und Bezirkskantors in Windsbach berufen und war dort bis zu seiner Pensionierung 1989 mit dem Titel eines Kirchenmusikdirektors tätig.
Im Rahmen seiner kompositorischen Arbeit entstanden zahlreiche Werke für Orgel, Bläser, Chöre und gemischte Ensembles. Sein Kontakt zum Windsbacher Knabenchor unter Hans Thamm und dessen Nachfolger Karl-Friedrich Beringer führte zu zahlreichen Aufführungen seiner Kompositionen und Veröffentlichungen auf Schallplatten und CDs. Darüber hinaus war er Mitglied eines Komponistenteams für den Verlag Breitkopf & Härtel in Wiesbaden, der das vierbändige Orgelbuch In Ewigkeit Dich loben verlegt.
Vogt starb im Alter von 82 Jahren und wurde auf dem Windsbacher Friedhof beigesetzt.

## Werke (Auswahl)
- Kommet, ihr Hirten, ihr Männer und Fraun: altböhmische Weise. Evangelische Verlagsanstalt, Berlin (Ost) 1983
- Freuet euch im Herren. Hänssler Musik, Kirchheim (Teck) 1986
- Freut euch zu allen Zeiten. Evangelische Verlagsanstalt, Berlin (Ost) 1987
- Messe für vier gleiche Stimmen mit Orgel. Keturi-Musikverlag, Rimsting 1988
- Horch, wie die Schar der Engel singt. Saaleck-Verlag, Hammelburg 1999
- Orgelbuch für den Landorganisten. Strube Verlag

## Diskografie
- Psalmen und Lieder. Freimund, 1981
- Morgen, Kinder, wird's was geben. Bellaphon Records, 1988
- Windsbacher Psalmen. Rondeau, 2000
- Windsbacher Psalmen. Rondeau, 2003